# Cincu
Cincu (in ungherese Nagysink, in tedesco Gross-Schenk) è un comune della Romania di 1829 abitanti, ubicato nel distretto di Brașov, nella regione storica della Transilvania.
Il comune è formato dall'unione di 2 villaggi: Cincu che conserva una notevola chiesa evangeliva del XII secolo e Toarcla.
Cincu ha dato i natali all'uomo politico Valeriu Braniște (1869-1928)